# Holzen (bei Eschershausen)

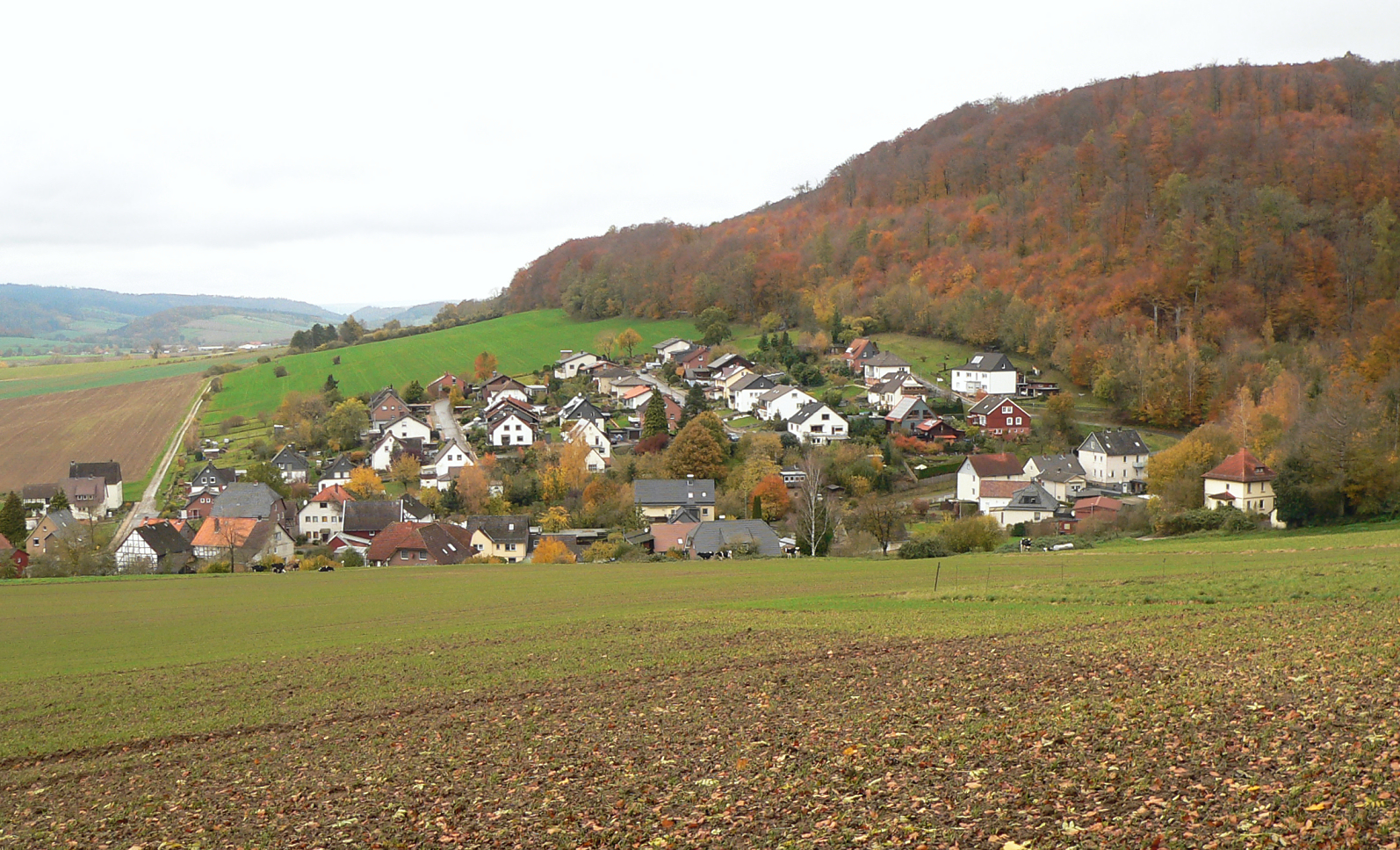
Der obere, am Ith gelegene Teil von Holzen

Holzen ist eine Gemeinde im nördlichen Landkreis Holzminden in Niedersachsen (Deutschland) und gehört zur Samtgemeinde Eschershausen-Stadtoldendorf. Holzen liegt am Schnittpunkt der Höhenzüge Ith und Hils. Der Ort besteht aus zwei Ortslagen, dem Dorf Holzen und Holzen-Ith.

## Geschichte
Spuren steinzeitlicher Besiedlung und Opferrituale konnten in den Höhlen um Holzen gefunden werden. Fundstücke aus der Rothesteinhöhle sowie ein nachgebauter Höhleneingang sind im Landesmuseum Hannover ausgestellt.
Unter dem Namen Rothe wurde erstmals im Jahr 1004 eine Siedlung im Wikanafeld urkundlich erwähnt, die im Bereich der Holzener Hütte lag. Aus diesem Grund gibt Holzen seine Entstehung mit 1004 an und hat 2004 eine Tausendjahrfeier veranstaltet, zu der auch eine Dorfchronik veröffentlicht wurde.
Im 11. und 12. Jahrhundert bestand nördlich von Holzen auf einem Bergsporn die Poppenburg, zu der keine historische Überlieferung vorliegt.
Im 18. Jahrhundert gab es mit der Glasmanufaktur Holzen eine Glashütte im Ort, die von 1744 bis 1768 bestand. Sie produzierte hauptsächlich Hohlglas in Form von Bouteillen (Flaschen). Nachdem die Relikte in den Jahren 2000 bis 2005 archäologisch untersucht wurden, ist die nachträglich überdachte Fundstelle zur Besichtigung öffentlich zugänglich.
Im Zweiten Weltkrieg existierte in Holzen ab September 1944 das KZ-Außenlager Holzen als Außenlager des KZ Buchenwald (Deckname Hecht).
Die Häftlinge waren bei der „Firma Stein“ (Deckname für das Volkswagenwerk Wolfsburg) zu Bauarbeiten eingesetzt, die die Untertage-Fertigungsstätten für Kriegsgerät unter Leitung der Minette GmbH, deren Hauptgesellschafter das Volkswagenwerk war, vornahm. Anfang April 1945 wurden die Zwangsarbeiter in das Konzentrationslager Buchenwald gebracht. Darüber hinaus bestand auf dem Greitberg etwa zwei Kilometer nordöstlich von Holzen das Zuchthauslager Holzen mit sechs Steinbaracken, das mit etwa 500 Gefangenen des Zuchthauses Hameln belegt war. Am Ortsrand von Holzen befand sich ein Barackenlager für italienische Militärinternierte, die sich frei bewegen konnten.
Die Lager waren Teil des Vorhabens, den Hils zu einem Rüstungsschwerpunkt im Deutschen Reich auszubauen. Da die Alliierten 1943 die Luftüberlegenheit über Deutschland erlangt hatten, bot das weitverzweigte Gruben- und Stollensystem der Deutschen Asphalt ideale Voraussetzungen für die Untertageverlagerung der Rüstungsindustrie. Unter der Leitung der Organisation Todt wurden ab 1944 gemäß dem Jägerstab Produktionsstätten für die Herstellung von Jagdflugzeugen geschaffen. Mehr als 10.000 Zwangsarbeiter waren zeitweise im Hils in über 30 Lagern beschäftigt, wobei im Lenner Lager als dem Hauptlager des Rüstungskomplexes nahe der Ortschaft Lenne etwa 5000 Zwangsarbeiter untergebracht waren. Am 7. April 1945 befreiten Soldaten der US-Armee Holzen.
1996 lebten 741 Einwohner in der Gemeinde.

## Politik

### Bürgermeister
- 1928–1933: August Morie (SPD)
- 1933–1934: Robert Störmer
- 1934–1935: Wilhelm Ahlswede
- 1935–1939: August Hoppmann
- 1939–1946: Hermann Meyer
- 1946–1952: Walter Markworth (SPD)
- 1952–1956: Hermann Meyer
- 1956–1961: Walter Markworth (SPD)
- 1961–1964: Otto Ritterbusch (SPD)
- 1964–1973: Friedrich Nagel (SPD)
- 1973–1981: Wolfgang Pagel (SPD)
- 1981–2001: Herbert Schlotter (SPD)
- 2001–2016: Helmut Alms (SPD)
- seit 2016: Silke Hage (WGH)

### Gemeinderat
Der Gemeinderat, der die Gemeinde Holzen vertritt, setzt sich aus neun Mitgliedern zusammen. Dies ist die festgelegte Anzahl an Ratsmitgliedern für die Mitgliedsgemeinde einer Samtgemeinde mit einer Einwohnerzahl zwischen 501 und 1.000 Einwohnern. Die Ratsmitglieder werden durch eine Kommunalwahl für jeweils fünf Jahre gewählt.
Bei der Kommunalwahl 2021 gewann die „Wählergemeinschaft Holzen“ alle neun Sitze.

## Kultur und Sehenswürdigkeiten

### Theater
Die plattdeutsche Laienspielgruppe füllt im jährlichen Rhythmus das Dorfgemeinschaftshaus.

### Musik
Für den eher absurden Charakter ihrer Auftritte ist die Dorfband GummiArabikum bekannt. Songtitel, die jede Musikrichtung enthalten können, sind unter anderem „Den Rest können die Tiere fressen“ oder „Der wilde Eber“.
Im Jahr 2010 feierte der Posaunenchor Holzen sein 60-jähriges Bestehen. Seine Hauptaufgabe besteht laut Eigenaussage darin, Gemeindegottesdienste im gesamten Kirchspiel Eschershausen zu begleiten.

### Wege und Denkmäler

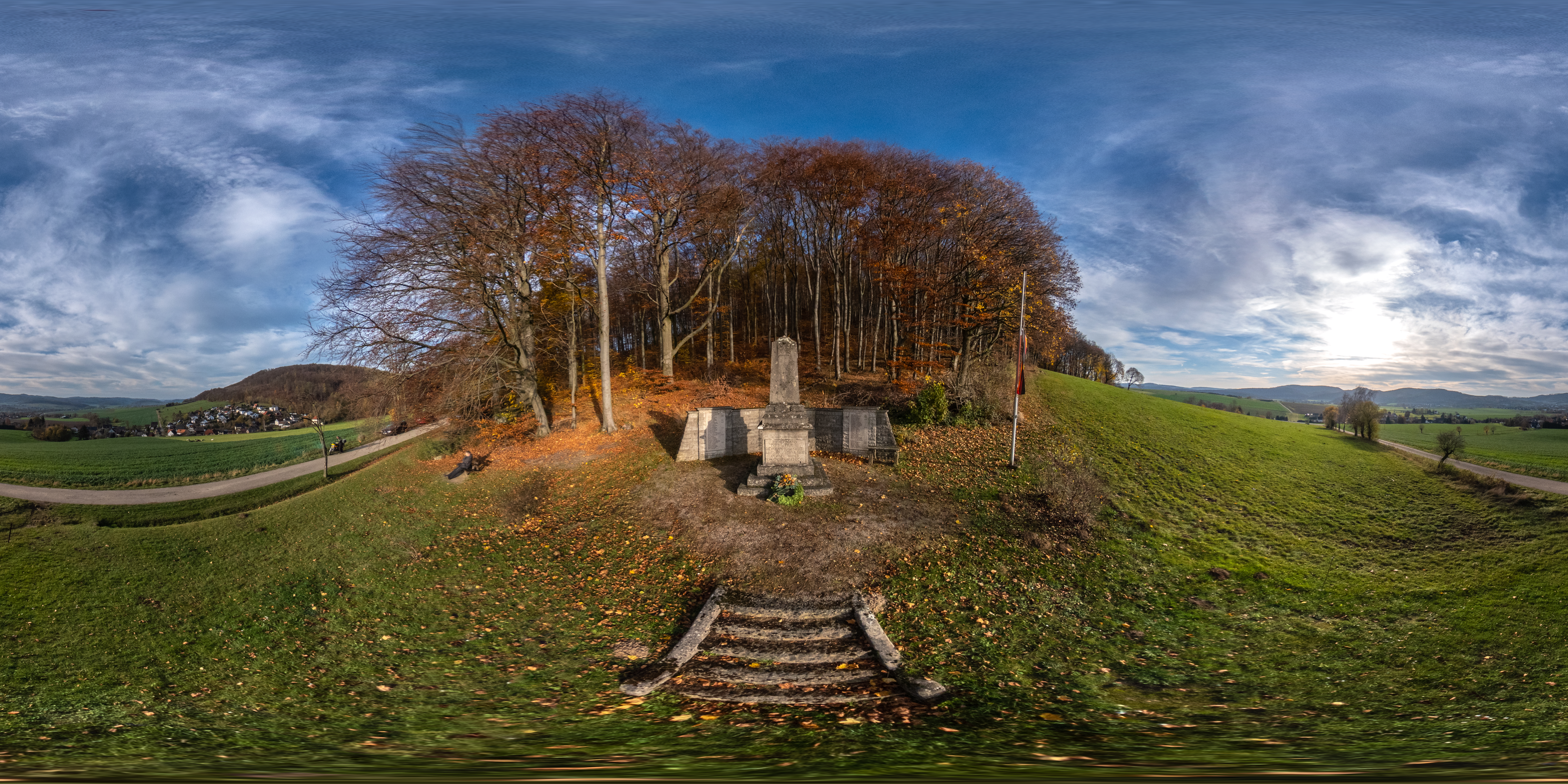
Kriegerdenkmal

Rund um Holzen ist ein befestigter Wanderweg angelegt, an dem auch der Standort des früheren Konzentrationslagers liegt. Oberirdische Baureste sind nicht erhalten. Eine weitere Sehenswürdigkeit ist das Kriegerdenkmal am Hils. Die Adlerskulptur, die einst das Denkmal zierte, wurde in den 1990er Jahren entwendet und ist seitdem verschollen.

### Naturdenkmäler
Naturdenkmäler im Ith sind Kletterfelsen und Höhlen  insbesondere die Drachenwand mit dem großen Klassiker „Drachentöter“ im 7. Grad der UIAA.

### Baudenkmale
Im 18. Jahrhundert bestand in Holzen mit der Glasmanufaktur Holzen eine Glashütte, die hauptsächlich Hohlglas in Form von Bouteillen (Flaschen) produzierte. Ihre ausgegrabenen und überdachten Reste befinden sich im nördlich gelegenen Ortsteil Auf der Holzener Hütte und können besichtigt werden.

## Wirtschaft und Infrastruktur
Der Hils bei Holzen war einstmals international bedeutend aufgrund seines Bodenschatzes, dem Naturasphalt. An mehreren Stellen bauten verschiedene deutsche und auch eine britische Firma den Naturasphalt Über- und Untertage ab. Hier betrieb die Deutsche Asphalt den letzten Naturasphalt-Untertagebau in Deutschland. Zum Transport gab es Seilbahnen und Schmalspurbahnen. Der Wappen des Ortes deutet auf den einstmals wichtigen Bergbau.
Heute gibt es keinerlei Abbau mehr.
Des Weiteren existieren ein Handwerksbetrieb und ein Geschäft als Einkaufsmöglichkeit. Zusätzlich wirtschaften noch zwei landwirtschaftliche Vollerwerbsbetriebe.
Die abseits auf dem Gelände eines alten Wehrmachts-Fliegerhorsts liegende Zivildienstschule Ith gehört zu Holzen. Von Holzen ist keine direkte Fahrt zur Zivildienstschule möglich. Seit der Aussetzung des Zivildienstes untersteht die Einrichtung dem Bundesamt für Bildung und Familie und ist nunmehr ein Bildungszentrum im Rahmen des Bundesfreiwilligendienstes unter gleicher Trägerschaft.